# S:t Ansgars församling
S:t Ansgars församling är en församling i Eskilstuna pastorat i Rekarne kontrakt i Strängnäs stift. Församlingen ligger i Eskilstuna kommun i Södermanlands län. 

## Administrativ historik
Församlingen bildades 2020 vid uppdelningen av Eskilstuna församling och ingår därefter i Eskilstuna pastorat. Detta är en av helt nya församlingar efter att distrikt infördes den 1 januari 2016 och därmed har denna församling aldrig varit en befolkningsrapporteringsenhet.

## Kyrkor
- Ansgarskyrkan
- Tomaskyrkan